# EA Orlando
EA Orlando (ранее EA Tiburon) — студия-разработчик видеоигр корпорации Electronic Arts, основанная в 1994 году как Tiburon Entertainment. EA приобрела студию в 1998 году и переименовала её в «EA Tiburon».
Компания расположена в городе Орландо, штата Флорида. Студия обязана известностью её серии игр Madden NFL. В дополнение к своим обычным тайтлам, разработанных студией (Madden, NCAA Football, NFL Street, NASCAR и NFL Head Coach), в конце 2006 Tiburon выпустила игру Superman Returns по мотивам одноимённого фильма.
В 2011 году студию по необъявленной причине покинул креативный директор серии Madden NFL Ян Каммингс с еще несколькими сотрудниками компании. Они примкнули к студии Row Sham Bow.

## Игры
- EA Sports MMA (2010)
- EA SPORTS Fantasy Football
- Серия NFL Head Coach (2004-…)
- Серия Madden NFL (1994-…)
- Серия NCAA Football (1998-…)
- NASCAR series (2005—2008)
- Tiger Woods PGA Tour (2007-…)
- EA Sports GameShow (2008)
- NFL Street Series (2004—2006)
- NFL Tour
- Серия NASCAR Thunder (2002—2004)
- NASCAR SimRacing
- Nuclear Strike
- MechWarrior 3050
- Серия Arena Football (2006—2007)
- Возвращение Супермена
- Superman Returns: Fortress of Solitude
- GoldenEye: Rogue Agent (только версия для DS)
- Henry Hatsworth in the Puzzling Adventure